# 威脅模型分析
威脅模型分析 （threat modeling）是尋找系統潛在威脅以建立對抗的策略，以建立安全的系統。它屬於資訊安全的議題，並將問題劃分成「尋找針對特定技術的威脅模型」與「基於威脅模型建置更安全的系統」。
威脅模型分析的概念是基於值得保護的具有有價值資產之系統與組織。這些資產具有明確的弱點，而內部或外部的威脅能使之曝露出來並造成資產的損失。威脅模型分析亦能用來尋找合適的對抗方式，以降低可能的威脅。

## 分析方式
這裡介紹三種常見的威脅模型分析方式：
攻擊者導向（Attacker-centric）：
攻擊者導向的威脅模型分析是以一位攻擊者為出發點，評估攻擊者的目的與他們如何達成目的。在這種分析下，攻擊者的動機最常列入考量，比如：某甲想讀某郵件、某乙想盜版某DVD。這種分析方式通常從侵入點或是目標的資產著手思考。
軟體導向（Software-centric）
這類分析方式又稱系統導向（system-centric）、設計導向（design-centric）或架構導向（architecture-centric）。思考點是系統的設計方式與系統的運作目的，並尋找對此系統或其內部模組相關類型的攻擊方式。微軟的SDL（Security Development Lifecycle）便是利用此方式。
資產導向（Asset-centric）
資產導向的分析方式是從系統所托管的資源著手分析。比如系統收集到的敏感性個人資訊。

## 外部連結
- Threat Modeling from OWASP （页面存档备份，存于）
- 必須建立威脅模型分析的五大理由
- 威脅模型分析是基礎 - NCASSR Publications[永久]
- ThreatModeler: MyAppSecurity's Software-Centric Threat Modeling Product
- Microsoft's Application Consulting & Engineering Team's Threat Modeling Blog （页面存档备份，存于）
- 微軟SDL威脅模型分析工具 （页面存档备份，存于）
- 使用STRIDE揭露安全設計問題
- Guerrilla威脅模型分析 （页面存档备份，存于）
- 威脅模型分析方式的比較